# Icichthys australis
Icichthys australis is een straalvinnige vissensoort uit de familie van de Centrolophidae. De wetenschappelijke naam van de soort is voor het eerst geldig gepubliceerd in 1966 door Haedrich.